# Якупов, Минигалей Миниахметович
Минигалей Миниахметович Якупов (Миннигали Якупов; 26 октября 1932, д. Ишимбаево — 20 февраля 2010, Уфа) — башкирский писатель, журналист.
Автор книг «Горы, увенчанные красными флагами», «Вечный огонь», «Сказы пройденной жизни», «Сотник, деревня, город Ишимбай», «Кто тиран-диктатор и кто отщепенец», «Мы — ленинцы».
Заслуженный работник культуры РБ, отличник народного просвещения РСФСР.

## Образование
- 1947—1953 Стерлитамак, школа детдома № 2 (будущий интернат). В 2009 году на башкирском языке вышла книга Якупова «Мы — ленинцы» — об истории первой башкирской школы для детей-сирот им. Ленина, открытой в Уфе в 1924 году, в 1930 году переведенной в Стерлитамак, ставшей впоследствии лицеем-интернатом[2][3];
- филологический факультет БГУ (ныне Уфимский университет науки и технологий).

## Журналистика
Корреспондент Башкирского радио по Стерлитамаку, Салавату, Ишимбаю; главный редактор газеты «Пионер Башкортостана», заместитель председателя Госкомитета БАССР по телевидению и радиовещанию, заведующий отделом науки журнала «Учитель Башкортостана», ответственный секретарь журнала «Ватандаш».

## Семья
Рано потеряв супругу, он воспитал двоих сыновей и доченьку.
Сын Галим (3.09. 1972, Уфа) — журналист, государственный деятель. 

## Отзывы
Земляк Сахиулла Насибуллович Ишимбаев: «Минигали Якупов запомнился очень аккуратным, добрым с беспокойными сердцем и душой человеком, который никогда не забывал о деревне Ишимбай, постоянно интересовался жизнью староишимбайцев и старался сделать все для сохранения в памяти людей истории возникновения и развития деревни, города Ишимбая, рода Ишимбая Акбердина. Он нередко навещал свою малую Родину и общался с земляками. Особенно часто он приезжал в Ишимбай в 2005 году при подготовке книги о родном городе, тогда мне посчастливилось с ним познакомиться и сопровождать его при встречах со старожилами. Он был прост в общении, вежлив в разговорах, очень уважительно относился ко всем собеседникам без исключения».